# ماني
ماني أحد الأنبياء الذين ظهروا في بلاد مابين النهرين، ولد في عام 216م في بابل التي كانت تخضع للإمبراطورية الفارسية، وهو مؤسس الديانة المانوية التوحيدية التي انتشرت في كثير من البلدان واستمرت لمدة تقارب الألف عام، تعرض خلالها أتباعها إلى الاضطهاد على يد المؤسسة الدينية الفارسية (الزرادشتية) حتى تم سجنه وإعدامه في عام 277م.
كان يقول عن نفسه «رسول شكور بعثت من أرض بابل».

## حياته
ولد في 14 نيسان عام 216 ميلادية في قرية ماديريوس على نهر كوثا الاعلى شمال بابل (العراق حالياً) التي كانت في ذلك الوقت جزءاً من الإمبراطورية الفارسية. ولهذا يطلق على هذا النبي لقب (ماني البابلي)، ويقول عنه المؤرخون العرب والمسلمون: «نبي الله الذي أتى من بابل». أما عائلته تنحدر أصولها من دست ميسان (العمارة جنوب العراق حالياً).
عاش (ماني) تجربة قاسية ناحية امه، إذ امضى طفولته محروما منها، بل محروما من حنان الانوثة بصورة تامة. وتبدأ المعانات عندما تخلي ابوه عن ديانته العراقية القديمة، واعتنق ديانة روحانية جديدة، اما ان تكون الصابئية نفسها أو طائفة منشقة عنها. وكانت الصابئية عموما منتشرة بكثرة في جنوب العراق. والمشكلة ان هذا الطائفة المحسوبة على الصابئية التي انتمى اليها (فاتك) كانت تعادي المرأة وتعتبرها (رجسا من عمل الشيطان)، وترفض أي اتصال بها أو تقرب منها، بل ترفض حتى دورها الامومي لهذا ما ان بلغ الطفل (ماني) عمر اربع سنوات، حتى اتى ابيه (فاتك) من (ميسان) حيث كان منعزلا مع طائفته، واخذه من امه مريم، ليعيش معه هناك في حياة الزهد والتعبد، بعيد عن الحياة (الفاسقة)، وعن المرأة خصوصا.
رحل به والده (فاتك) إلى قرية في ميسان جنوب العراق. ويبدو أن قرار الرحيل قد اتخذه الأب بعد أن تلقى ثلاث مرات نداءات إلهية بينما كان يتعبد في إحدى المعابد البابلية، تدعوه إلى الرحيل إلى ميسان وكذلك تجنب الخمرة واللحم والجنس. وعندما سكن ميسان، التحق بفرقة المغتسلة (أي المعمدانيين) الذين هم في راي البروفيسور سيد حسن تقي زاده اسلاف المندائيين أو الصابئة المندائيين الحاليين، والصابئين القدامى المذكورين أيضا في القران. فاعتنق (فاتك) دين الصابئة الذين يتكلمون لهجة آرامية قريبة إلى السريانية، وكان هذا الدين سائداً في جنوب العراق قبل هيمنة المسيحية.
بقي (ماني) صابئياً حتى سن الواحدة والعشرين، بعدها بدأ تأثره مباشرة بالمسيحية وخصوصاً بالتجربة الحياتية للسيد المسيح وعذابات صلبة. وتذكر التقاليد المانوية أنه في سن الرابعة والعشرين، في 23 نيسان 240م. تلقى (ماني) رسالة النبوة من الله بواسطة الملاك (توما ـ توأم) على أنه هو (الروح القدس) الذي بشر به المسيح. حينها بدأ (ماني) يعلن أنه (نبي النور) و (المنير العظيم المبعوث من الله). نتيجة هذا تم طرده من طائفته.
بينما كان الفارسيين في زمانه يؤمنون بزرادشت كانت له رؤيا دينية وكان يبشر بالديانة الجديدة. وأخذ ماني يتنقل في أنحاء بلاد الرافدين واستقر في بابل، حتى أعلن ماني نبوته وتكوينه للديانة المانوية الذي انتشر خلال أقل من قرن من الصين حتى أسبانيا وبلاد الغال. عرف ماني في شبابه حب الاطلاع على الاديان الأخرى في بابل واطرافها، واقترب من من الفرق المسيحية الغنوصية كاتباع مرقيون وبارديصان، يقول ماني عن نفسه ان ملكاً ظهر له في الثانية عشرة من عمره، وهتف به ان يتهيا للظهور ونشر التعاليم الالهية، وحين بلغ الرابعة والعشرين، ظهر له الملك السابق ثانية وامره ان يظهر ويبلغ التعاليم الالهية، وقد دعا إلى دينه الجديد اشخاصا من أبناء بلدته اولا، ولكنه لاسباب غامضة مالبث ان غادر إلى الهند، بحسب قول المانويين، وشرع بالتبشير هناك واسس مراكز واقام نوابا، وقد زادت معرفة ماني بالتعاليم البوذية والزرداشتية.
وبدأ فعلاً بالدعوة منذ عام 240 متعقباً طريق الحواري توما في مناطق شمالي الباكستان والهند وأفغانستان حالياً.
بعد رحلته إلى الهند ومصر وهناك جعل أحد الحكام يؤمن به، عاد إلى بلاده في سنة 242م حيث استمع إليه الملك شابور الأول وقربه إلى البلاط وسمح له بأن يدعو إلى ديانته، وانضم إلى الحاشية الملكية نتيجة ذلك ومنح صلاحية الوعظ بحرية على امتداد الامبراطورية وكتب الشابورقان وهو في رفقة الملك في حملته ضد الإمبراطور الروماني وبعد ذلك استقر في منطقة تقع على الضفة الغربية لنهر دجلة وتفرغ من اجل تنظيم كنيسته والعمل على رسوماته وتدوين رحلاته التبشيرية، وظل ماني يدعو إلى ديانته ثلاثين عاما بحرية تامة.
كان موت شابور نحو 272م هو الخط الفاصل لبداية سقوط ماني وديانته حيث ان هرمز الأول وبهرام الامبراطوران اللذين خلفا شابور لم يكونا على دين زرادشت فحسب بل خضعا أيضآ إلى التأثير المباشر لرجال الدين الزرادشتيين (الماجي) برئاسة كاهن متعصب يدعى قيردير صاحب مخطوطات مهمة تم الحفاظ عليها لوقت طويل، تزايدت ردود فعل الماجي الذين كانوا متوجسين من نجاح ماني المتزايد واصبحوا أكثر عنفآ تجاه الدين الجديد ونجحوا في استمالة الإمبراطور بهرام إلى جانبهم لم يعد باستطاعة ماني اكمال دراستة أو السفر إلى المقاطعات الشرقية من إمبراطورية كوشان، فقد سبقه أمر ملكي يأمره بالعودة إلى جنديسابور في سوسة حيث يقيم الملك وبعد إخضاعة لاستجواب مذل بتحريض من قيردير وكهنة الزرادشتية التي كانت الدين الرسمي للإمبراطورية الفارسية.
هنالك كتابات تصف ماني في تجواله، يرتدي سروالا واسعا أصفر اللون وعباءة زرقاء وبيده عصا طويلة من الأبنوس، متأبطا على الدوام كتاب خطه بنفسه باللغة البابلية (وهي الأرامية المشرقية في ذلك الوقت) معظم كتبه كانت بالسريانية بالإضافة إلى كتاب في مدح شابور الأول بالفارسية القديمة.
يذكر في المزمور المانوي القبطي ان ماني كان يعيش في الدنيا مشي الاسير بين الاغراب مدة ستة سنوات، ولعل هذه الفترة هي دليل على ان ملاحقة ماني والمانويين قدبدات قبل ستة سنوات من وفاة ماني، ولكن لم يكن قد وصل الامر إلى الشدة عليهم. بقي ماني في عهد هرمز في بابل، ولكن لما رقى بهرام العرش لم تكن نظرته إلى ماني حسنة، وحين احس ماني بذلك الخطر فارق بابل جنوباعلى طول ساحل دجلة وتفقد اتباعه، حتى وصل إلى الاحواز وعزم على السفر إلى خراسان وكاشان، ولكنه منع من ذلك، ثم جاءالامر بان يذهب إلى ولاية شوش، لكنه اتى إلى مقرالملك ووصل من الاحواز إلى ميسان ومنها ركب سفينة في نهر دجلة صعودا إلى طيسفون. وجعل ماني يودع اصحابه، وحين وصل إلى كوخي وصل امر فوري بذهابة إلى حضرة الملك حيث اعتقل هناك واودع السجن. وبحسب إحدى الروايات ان النبي ماني كانت له كالسيد المسيح قدرات روحانية للعلاج والشفاء ان ماني وعد بشفاء أحد خاصة الملك من مرضه ولكنه لم يشفى، وان غضب الملك كان بسبب ذلك.
بقي ماني في السجن 26 يوما وعومل اثنائها معاملة قاسية، وقيدوه بالسلاسل في يديه ورجليه، ثم جعلوا يشدون السلاسل ويضيقونها حتى مات. وكان اصحابه يزورونه في سجنه، ويدلي بتعاليمه للترويج لدعوته، والظاهر ان اثنين من اقرب اصحابه وتلامذته ظلا عنده حتى وفاته.
أعدم سنة 276م على يد الملك الفارسي بهرام في جنديسابور بالإمبراطورية الساسانية.

### وفاته

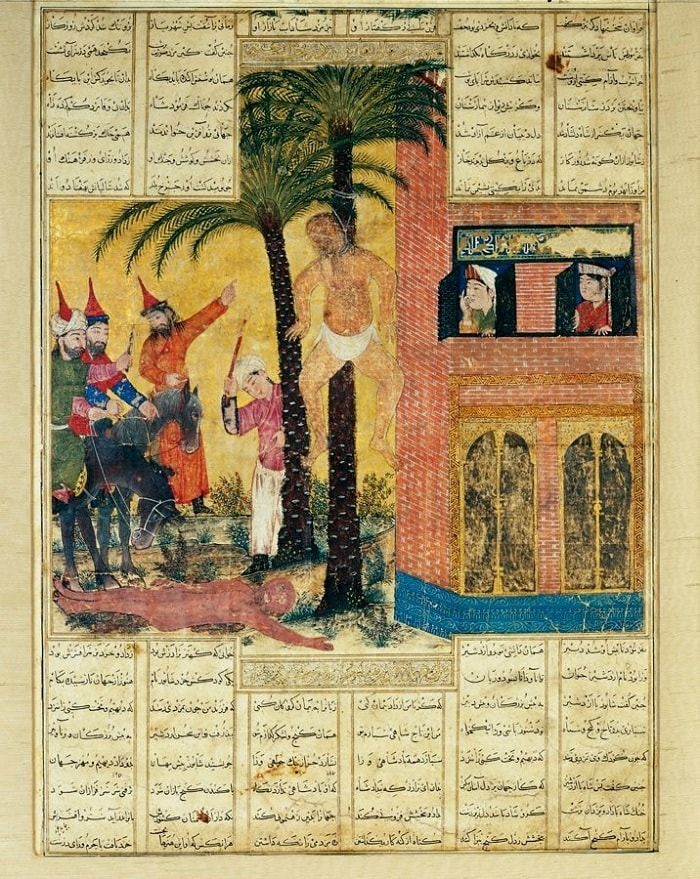
ماني يعدم في الشاهنامه

تم صلب ماني على أحد أبواب مدينة بيت العابات (جنديسابور) في الأهواز، تم ذلك بقرار من الإمبراطور الفارسي بهرام الأول لأسباب سياسية طبعاً وبعد تحول بابل إلى مركز لدين عالمي واحتمال استعادتها من جديد لأمجادها السابقة، وما يشكله هذا من خطر على النفوذ الفارسي، كذلك خوف رجال الدين الزرادشتيين الذين نقموا على ماني بسبب تأثيره المتزايد، حتى عذب وصلب وقطعت أطرافه ثم احرقت جثته ونثر رماده، لكن المانويين ظلوا يعتقدون بصعوده إلى السماء مثل السيد المسيح، وظلوا يعتبرون هذا اليوم مقدساً يصومون خلاله ثلاثين يوماً في شهر نيسان.
جاء في الزبور المانوي باللغة القبطية، انهم فصلوا رأس ماني بعد وفاته، وعلقوه على باب المدينة، واساؤوا معاملة جثته ومثلوا بها. وفي روايات أخرى انهم قشروا جلده وعباوه تبناً، ثم علقوه على بوابة المدينة. وهذه البوابة كانت معروفة في العصر الإسلامي باسم (بوابة ماني). يذكر جبرائيل بن نوح المسيحي انهم وضعوا رأس ماني في بوابة السرادق، والقوا جسمه خارجا (طبعاً امام أنظار العامة)، وتعقبوا اتباعه وجعلوهم عرضة للتنكيل والإبادة.

## أفكاره
في القرن الثالث أصبح ماني مؤسسا للديانة المانوية. نشأت هذه الديانة في الشرق الأوسط وانتشرت غربا حتى المحيط الأطلسي وشرقا حتى المحيط الهادي وظل هذا الدين منتشرا أكثر من ألف سنة كانت هذه الديانة خليطا من البوذية والمسيحية والزرادشتية لكن هذة هالديانة أعلنت أنها تلقت وحيا بمعان أخرى لم تعرفها الديانات الأخرى. وعلى الرغم من أن هذه الديانة نقلت الكثير من المسيحية والبوذية إلا أن أفكار زرادشت قد أثرت فيها أكبر الأثر وكان من رأي ماني أنه لا يوجد إله واحد إنما هو صراع مستمر بين اثنين من الآلهة أحدهما هو الشر والآخر هو الخير وهذا المعنى قريب من معنى الخير والشر في الديانة المسيحية لكن ماني كان يرى أن الشر لا يقل خطورة عن الخير فكلاهما على درجة واحدة من القدرة وعلى ذلك فما دام الشر قويا كالخير أنحلت المشكلة التي واجهت الديانات الأخرى كالمسيحية واليهودية وهي كيف يكون الله خيراً مطلقا ويصنع الشر، إن الديانة المانوية ترى أن الخير والشر توأمان وُجدا معا ليتصارعا معا وإلى الأبد.
يعتقد ماني بن فتك بأن العالم مركب من أصلين قديمين أحدهما النور والآخر الظلمة (مبدأ الديانة الزرداشتية)، وكان النور هو العنصر الهام للمخلوق الأسمى وقد نصب الإله عرشه في مملكة النور، ولكن لأنه كان نقيا غير أهل للصراع مع الشر فقد استدعى «أم الحياة» التي استدعت بدورها «الإنسان القديم» وهذا الثالوث هو تمثيل «للأب والأم والابن»، (التثليث في المسيحية) ثم إن هذا الإنسان والذي سمي أيضا «الابن الحنون» اعتبره مخلصا لأنه انتصر على قوى الظلام بجلده وجرأته، ومع ذلك استلزم وجوده وجود سمة أخرى له وهي سمة المعاناة، لأن مخلص الإنسان الأول لم يحقق انتصاره إلا بعد هزيمة ظاهرية. ويعد موضوع آلام الإنسان الأول وتخليصه الموضوع الرئيسي في المثيولوجيا المانوية، فالإنسان الأول هو المخلص وهو نفسه بحاجة للافتداء.
وما دام الخير والشر متلازمين في الجسم الإنساني تلازم الروح والجسم فلا يصح أن يساعد الإنسان على التكاثر لأن التكاثر معناه إضافة أجسام جديدة وأرواح جديدة ولذلك حرم العلاقات الجنسية بين الرجل والمرأة وحرم أكل اللحوم وشرب النبيذ ولهذه الأسباب كان صعباً على عامة الناس أن يؤمنوا بهذه الديانة إنما فقط يؤمن بها الصفوة أما المؤمنون العاديون ويسمونهم المستمعون فلهم عشيقات وهؤلاء العشيقات يردن الجنس والطعام والشراب وهناك الرهبان والكهنة وهؤلاء ممنوعون منعا باتا من الزواج وأكل اللحوم وشرب النبيذ أما الجنة فمن نصيب هؤلاء الصفوة.

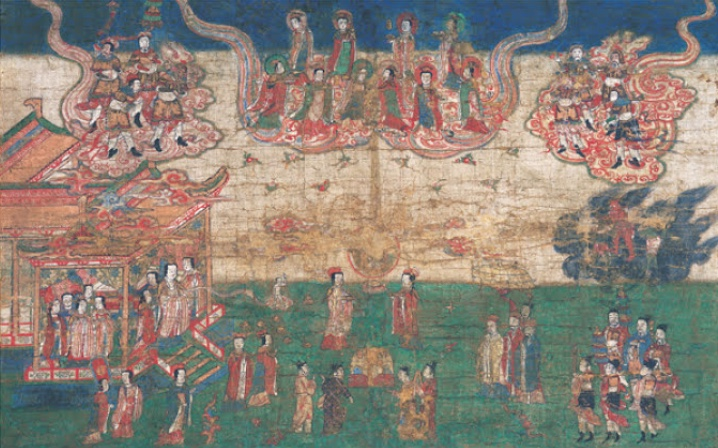
لوحة ولادة ماني - عمل من أسرة يوان في القرن التاسع

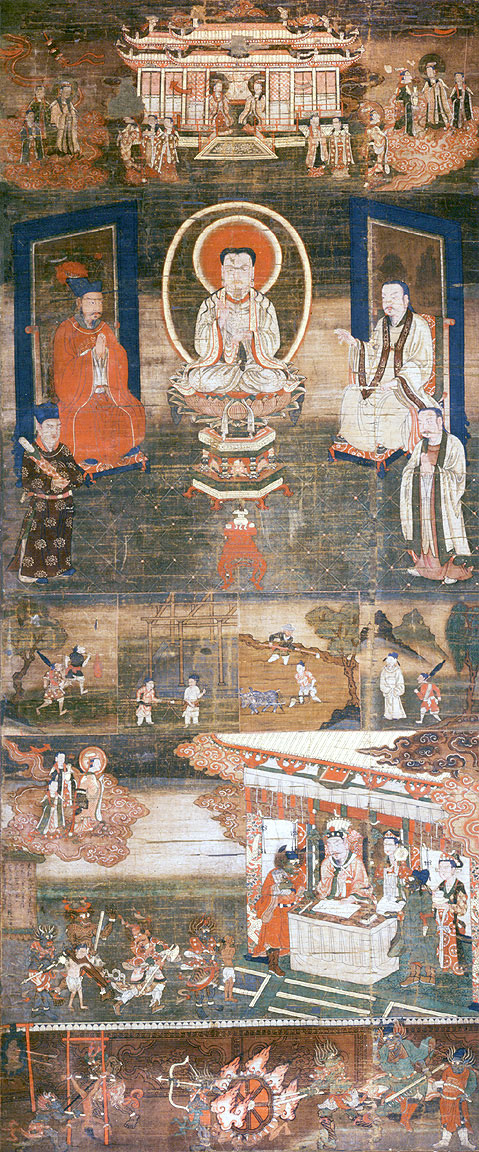
خطبة ماني عن الخلاص - الرسم على الحرير الصيني من القرن الخامس

كان يقول عن نفسه «رسول شكور بعثت من ارض بابل» وتراثه بابلي مخلوط بمسيحي غنوصي بوذي ومتأثراً بالديانة المثرائية والزرادشتية. عاش في العصر التوفيقي وانتشار الفلسفة الهلنستية والغنوصية في الجمع بين العقائد، ظهر في هذا الجو، وحاول جمع خلاصات الاديان. عاش في البلاط الفارسي الموجود في طيسفون وكادت ديانته ان تكون الأولى في الامبراطورية الساسانية، وكان الكهنة المجوس بالتصيد به، وتم صلبه نهاية حياته.
اعتبر النبي ماني نفسه انه خاتم لسلسلة الرسل والانبياء بدأت بآدم وضمت بوذا وزرادشت ويسوع، لذا كان يعمل على ترجمة جميع افكاره ومعتقداته إلى لغة كل امة وشعب. كما اعتبر ماني نفسه انه الفارقليط الذي بشر به المسيح.وكتب انجيل ماني وقسمه إلى 22 قسما مطابقا لحروف الهجاءالارامية. يتحدث ماني عن السماوات العشر والارضين الثماني والاعمدة السبعة، والافلاك الثلاثة، وغيلان البحر، واقسام السماوات بطور تبدو معه الافلاك الجزئية عند نصير الدين الطوسي وشارحي كتبه شيئا سهلا.
يعتقد ماني ان الاديان الحقة السابقة قد حرفت، وان الكتب السماوية الاصلية قد فقدت. وان الذين حرفوها وبدلوا فيها هم تلامذة مؤسسي تلك الاديان مثل جاماسب، وآسوكا، ويهوذا الاسخريوطي. و«رأى مانى نفسه كمبعوث برسالة عالمية كان مقدرا لها ان تحل محل كافة الاديان».
ان الهيكل العام للتعاليم المانوية هو مركب ناتج عن اختلاط المسيحية الغنوصية المبنية على الفلسفة الافلاطونية الحديثة في سوريا ومابين النهرين والعقائد البابلية القديمة والفلسفة الهلينية أو اليونانية الحديثة والعقائد الإيرانية الزرادشتية وغير الزرادشتية.
حرم ماني عبادة الأوثان، وزعم ماني ان المسيح تنبأ به بأن نبيا من بعده (البارقليط) سيرسله الله، وحرَّم الخمر، وكان مانى يؤكد على المحافظة على الصلاة والصوم والزكاة والسجود، وكان أتباعه يصلون أربع مرات في اليوم، وكان يأمرهم بان يسجدوا اثنتي عشر مرة في كل صلاة، وفرض الوضوء بالماء الجارى قبل الصلاة، وفى حالة تعذر الماء سمح لهم بالتطهر بالرمل أو ما شابهه، نظرت المانوية للمرأة باعتبارها مصدر غواية للرجل، مصدرا مظلما للشهوات المادية والجسدية التي تحرم الرجل من الصفاء الروحى الذي بدونه لن يستطيع الاتصال بالنور الإلهي.ويبدو ان مانى تأثر في هذه الفكرة بالتراث اليهودي والمسيحي الذي قال ان الخطيئة الأولى كان ورائها حواء التي أغوت آدم في الجنة. أما الدعوة للأخلاق كانت من السمات الأساسية للفكر الدينى بوجه عام، وكذلك دعا مانى إلى نفس المبادئ، أرسل مانى رسائل إلى حكام عصره يشرح فيها دعوته ويدعوهم للإيمان بها.
حاول ماني إقامة صلة بين ديانته والديانة المسيحية وكذلك البوذية والزرادشتية، ولذلك فهو يعتبر كلاً من بوذا وزرادشت ويسوع أسلافاً له، وقد كتب ماني عدة كتب من بينها إنجيله الذي أراده أن يكون نظيرا لإنجيل المسيح. أتباع المانوية هم من تعارف عليهم أولا بإطلاق لقب الزنادقة.

### شعائر العبادة
تحرم المانوية كل ما من شأنه تشجيع شهوات الجسد الحسية، وبما أن اللحم ينشأ من الشيطان فلذلك كان محرما، فالمانوية أعدوا ليعيشوا على الفواكه وخاصة البطيخ، كما أن الزيت مستحسن. أما الشراب فقد كان عصير الفواكه هو الاختيار الأول وفرض اجتناب تناول كمية كبيرة من الماء لأنه مادة جسدية، كما حرم عليهم قتل الحيوانات والنبتات ومن يفعل ذلك فإنه سيعاقب بولادته من جديد الشيء الذي قتله، فرض عليهم التخلي عن الزواج والمعاشرة الجنسية التي تعتبر شيئا شريرا كما عد الإنجاب أسوأ منها بكثير. وحدهم «المجتبون» هم الذين تمكنوا من تنفيذ هذه الوصايا، أما «السماعون» فقد أوكل إليهم القيام بالأعمال المحظورة على المجتبين وتزويدهم بالطعام، ويترافق تناول تلك الأطعمة بإعلان براءة المجتبين من ذلك الفعل. مثال على قول أحدهم عند أكله للخبز: «لم أحصدك ولم أطحنك ولم أعجنك ولم أضعك في الفرن بل فعل ذلك شخص آخر وأحضرك إلي فأنا أتناول دونما إثم.» كما أن ممارسة الاعتراف والتوبة قانون هام.

### المانوية والصوفية
يمكن اعتبار المانوية ديانة تصوف (عرفانية، غنوصية) متطرفة في الزهد والتنسك وتقديس الموت واحتقار ماديات الحياة. وهذه هي نقطة الضعف الاساسية في هذا الدين. في اليهودية والمسيحية والإسلام، هنالك زهد وتنسك ورهبنة، لكن يبقى هذا الجانب يمثل صفوة مختارة، اما غالبية رجال الدين والمؤمنيين فهم يعيشون حياة واقعية وعملية حسب الظرف السائد. بينما المانوية اصرت ان تكون باجمعها وبكل أعضاء مؤسستها الدينية، تمارس الزهد والتصوف والعزلة.
يمكن تلخيص (المانوية) بالعقيدة التالية: إن الخطيئة ترتكب بثلاث وسائل: القلب (النية) والفم (الكلمة) واليد (الفعل). لهذا فإن وصايا (ماني) كانت: ((لا ترتكب الخطيئة، لا تنجب، لا تملك، لا تزرع ولا تحصد، لا تأكل لحماً ولا تشرب خمراً)). صحيح ان هذه الوصايا لا يستوجب تطبيقها من قبل جميع أتباع المانوية، إنما فقط من قبل النخبة الدينية، إلا انها تبقى قاسية وشبه مستحيلة، وبالتالي شكلت المانع الأول والأكبر بايجاد ما يكفي من الرجال القادرين على الانتماء للسلك الديني المانوي.

## أعماله

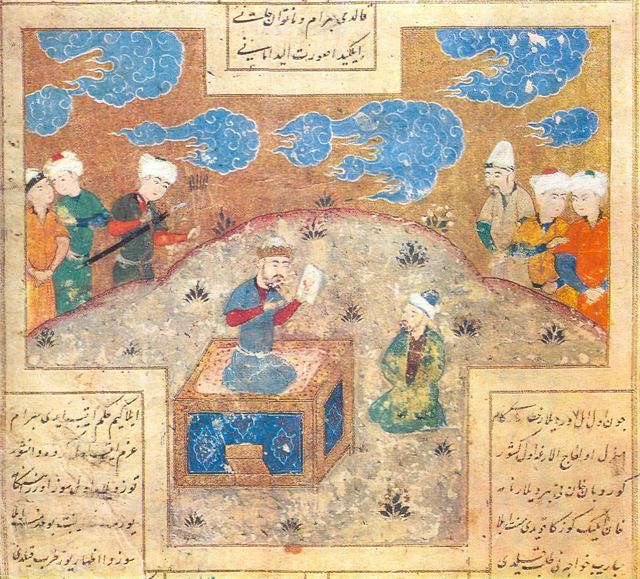
لوحة ماني مع الملك برام جور (بهرام) ليقدم رسوماته. لوحة من القرن السادس عشر للرسام علي شير نافاي في شكارشية (طشقند).

كان ماني مبتدعا لخط جديد ذي حروف مصوتة ، يعرف بالخط الأسطرنجيلي، وهو مشتق من الخط السرياني وابسط منه. وكتب مانى كتب كثيرة شرح فيها دعوته ، ومن بين هذه الكتب كتاب أطلق عليه الإنجيل: «الذي يحتوى على اثنين وعشرين بابا عدد الابجدية السريانية ، وهو يعتبر الفلسفة الدينية الحقيقية التي أنزلها على ذوى الإرادة الطيبة المُخلص الإلهي».
وكتب بالفارسية الوسيطة كتابه الشابورقان وأهداه إلى شابور الأول تشتمل مؤلفاته القانونية ع للاعمال التالية الإنجيل الحي وكنز الحياة وسفر الأسرار والرسائل وسفر الجبابرة والمزامير والابتهالات وخارج الأعمال القانونية.
قد استمرت سمعته كمصور عظيم لقرون لاحقه وقد قام حواريوه وأتباعه بما قام به ماني نفسه اثناء نقل مخطوطاته لقد كان من الملح والضروري حفظ الدين في صيغة مكتوبة وترجمتها إلى أكبر عدد من اللغات في عصره ، ولم يسبق لاحد قبله فعل مثلما فعل ماني.
كان ماني يشرح تعاليمه شفاهة ، مستخدماً الموسيقى أحياناً، أو كتابة مزيناً كتاباته بالرسوم. يوضح عبرها رؤيته للعالم والحياة، عالم النور حيث الإله خالق الكون ، عالم لا ظلمات فيه إلا لمن لم يحسن التخلص من طرقات الظلمات. وعالم الظلمات هو عالم أمراء الشر. كتب إنجيلاً أسماه الإنجيل الحيّ واسماه أتباعه بإنجيل ماني. قدمه للملك مع رسوم تزينه. وكان يقول بأن زرادشت وبوذا والمسيح لم يكتبوا كتبهم وإنما أنا أفعل.